# Eerste Kamerverkiezingen 2015/Kandidatenlijst/GroenLinks
De kandidatenlijst voor de Eerste Kamerverkiezingen 2015 van GroenLinks werd op een partijcongres op 7 februari 2015 door de aanwezige partijleden vastgesteld.
De lijst werd op 30 april 2015 definitief vastgesteld door het centraal stembureau voor deze verkiezingen.
1. Tineke Strik
2. Ruard Ganzevoort
3. Marijke Vos
4. Frits Lintmeijer
5. Harmen Binnema
6. Margreet de Boer
7. Axel Boomgaars
8. Barbara Wegelin
9. Marcel Vissers
10. Saskia Bolten
11. Herma Hofmeijer
12. Jan Dirx
13. Willem Verf

VVD · PVV · CDA · D66 · GroenLinks · SP · PvdA · ChristenUnie · Partij voor de Dieren · 50PLUS · SGP · OSF